# Luiz Claudio Romanelli
Luiz Claudio Romanelli (Londrina, 19 de janeiro de 1957) é um advogado e político brasileiro filiado ao Partido Social Democrático (PSD).  Exerce mandato como deputado estadual na Assembleia Legislativa do Paraná (ALEP) desde 2007. Foi reeleito em 2022 com 101.175 votos para o sexto mandato como deputado estadual.   
Graduado em Direito com pós-graduado em Gestão Urbana na Pontifícia Universidade Católica do Paraná e Université de Compiègne (França).
Foi vereador de Curitiba, Secretário Especial de Política Habitacional entre 1991 e 1994 e Secretário do Trabalho, Emprego e Economia Solidária de 2011 a 2014 no Paraná. Foi também presidente da Cohapar.
A partir da experiência com a política habitacional, escreveu o livro “Direito à Moradia à Luz da Gestão Democrática”. 
Como parlamentar, propôs e defendeu mais 260 projetos de lei, sendo que 157 leis estão em vigor. Grande parte delas em defesa dos direitos do cidadão. Também exerceu a função de líder do Governo em duas legislaturas e é o atual primeiro-secretário Assembleia Legislativa do Paraná.
Participa ativamente da vida política brasileira desde a década de 1970. Atuou em defesa da redemocratização do Brasil e foi um dos coordenadores do Movimento Diretas Já no Paraná. 
Em março de 2016, após 35 anos filiado ao PMDB, o deputado anunciou sua saída do partido por problemas com o diretório no estado, comandado pelo grupo do senador Roberto Requião e o ingresso no Partido Socialista Brasileiro (PSB).
Em março de 2022, Romanelli anunciou a sua saída do Partido Socialista Brasileiro para se filiar ao PSD.
Na vida privada, empreendeu em ramos como gráfica, transporte, obras e importação. É torcedor do Clube Athletico Paranaense (CAP) e motociclista.